# 家庭系统排列
家庭系统排列（英語：Family Constellation）是一種量子科學取向的心理學說，借鑒了家庭系統療法、存在主義現象學以及祖魯族對家庭的信仰和態度。家庭系統排列與傳統的認知、行為和心理動力學治療有很大不同，被物理學家描述為量子神秘主義，其創始人伯特·海灵格將集體潛意識的概念融入解釋。其正面療效被認為是由信息場因素導致。
该方法由德国心理学家伯特·海灵格最早開發出來的。家庭系统排列是系统排列（Systemic Constellation）的一种（另有组织系统排列等），系统排列是通过现象学方法探究问题的根源和解决方法。海灵格发现在家庭系统中，有一些不易被人们意识到的动力操控着家庭成员之间的关系。很多人的心身问题，其实都是家庭“牵连”造成的。将“牵连”的原因显露出来，往往能找出化解的方法。
家庭系统排列（系统排列的一个子应用）是一种体验程序，目的在于释放和解决人自身和人与人之间的深层压力。该程序的发展可以追溯到哲学家和临床医学家，包括现象学之父埃德蒙德·胡塞尔、跨代系统思想先驱 Ivan Boszormenyi-Nagy、发展出家庭雕塑（系统排列雏型）的維琴尼亞·薩提爾以及伯特·海灵格。在过去十年中，全世界的从业者都对这项方法进行了进一步的改进和发展。包括精神病学家（德国的 Gunthard Weber 和 Albrecht Mahr、澳大利亚的 Chris Walsh）、心理学家（德国的 Hunter Beaumont、挪威的 Marta Thorsheim、美国的Edward Lynch 和 Dan Booth Cohen、英国的 Judith Hemming），以及许多另类疗法的提供者。
“家庭系统排列”这个术语首次由阿尔弗雷德·阿德勒用在不太一样的语境中，用来指每一个个体属于（并联结于）家庭系统中他与其他家人的关系。

## 方法
- 导师指导一个小组（参加工作坊的人）。小组成员可轮流探索一个急迫的个人问题。通常，几个成员会有机会在每次活动中进行系统排列。
- 在简短介绍之后，导师建议哪些人或事物将在系统排列中被代表。通常一个是案主的代表，一个或多个家庭成员的代表，有时还有抽象概念（比如抑郁）的代表，或国家的代表。
- 案主从小组人群中挑选代表。按照当时的感觉来安排各个代表的位置，然后坐下观察。
- 各个代表静静地站着几分钟。不同于心理表演治疗法，代表不用演戏、摆造型或扮演角色。
- 在安排代表的位置，以及后续的步骤中，特别强调直觉。这是为了利用精神病学家 Albrecht Mahr 所描述的认知场（Knowing Field）[5]。认知场可以引导参与者感知到并用语言表达出他们所代表的那个真正的家庭成员的感情和感觉。现在还没有完全理解代表为什么能够感知的机制。代表对其所代表的人只有一点了解或根本就不了解。尽管如此，代表通常能体验到对系统排列有用的感情或生理感觉。
- 导师可以要求每个代表描述他有何感觉。此时，从代表所体现出来的空间关系和感觉中，导师、案主、小组成员就可感知到一些对于当事人个人问题有关的信息。
- 治疗办法一般是重新安排代表的位置、应导师要求大声地说出一些句子。如果在新的位置上或者说话后，代表没有感觉好一点，他们可以再次移动，或者试着说一些其他的话。有时系统排列会在完全解决事情之前结束。
- 当每一位代表在其位置上感觉很好，并且其他代表也同意，便实现了解决方法。这就是以一种抽象的方式解决了所面临的问题。

在发现治疗解决办法的过程中，小组成员感觉不对或产生负面感觉的位置布局是导师需要特别注意的。这种位置布局可代表案主家庭成员之间的系统性纠缠。在诸如谋杀、自杀、童年丧母、父母或兄弟姊妹早亡、战争、自然灾害、移民或辱骂引起未解决的心理创伤困扰家庭时，系统性纠缠就出现了。支持者主张，即使现在受到影响的人已经不知道过去发生的那些事件，这些事件所造成的负面遗产也能够转给下一代。精神病学家 Ivan Boszormenyi-Nagy 称此现象为无形忠诚。

## 批评
当参加家庭系统排列的人在报告正面成果时，此方法与主流的认知心理学、行为心理学和心理动力学心理治疗有明显的分歧。
- 家庭系统排列方法只能从现象心理学方法来进行辩护。
- 不是所有的从业者都得到了适当的培训和认证。
- 部分从业者声称此方法能一次解决受治疗者的深层次问题。对于从经验验证的心理疗法的拥护者来说，这似乎难以置信[8]。